# Sprawa Łomiarza
Sprawa Łomiarza – seria napadów na terenie Warszawy w latach 1992–1993. Sprawca atakował starsze kobiety tępym narzędziem (stąd pseudonim „Łomiarz”), odbierając im torebki. Pięć z zaatakowanych kobiet zmarło.
We wrześniu 1993 zatrzymany został w tej sprawie Henryk Rytka (ur. 1962), mieszkaniec Konstancina. Został oskarżony o 29 tego typu napadów. Większości rozbojów miał dokonywać wychodząc na przepustki z zakładu karnego w Łowiczu, gdzie odbywał wyrok 4,5 roku pozbawienia wolności za poprzednie napady na kobiety.
Rytka został skazany na podstawie poszlak. Najpierw przez sąd wojewódzki na 25 lat pozbawienia wolności (za 3 napady), a następnie, 31 stycznia 1996, po złożeniu apelacji, na 15 lat pozbawienia wolności za jeden udowodniony napad. Wyrok ten podtrzymał sąd okręgowy po kolejnym rozpatrzeniu sprawy. W 2000 po raz kolejny został uwolniony od zarzutu napadu na dwie kobiety, nadal jednak odbywał 15-letni wyrok pozbawienia wolności. Pobyt w więzieniu zakończył we wrześniu 2008. 
W 2009 ponownie został zatrzymany pod zarzutem rozboju, za który w 2012 został prawomocnie skazany na 7 lat pozbawienia wolności. 
W 2016 roku wyszedł ponownie na wolność, jednak krótko po tym zaatakował w Łowiczu 71-letnią kobietę. Jeszcze tego samego dnia został zatrzymany. Otrzymał wyrok 10 lat pozbawienia wolności. Zakład karny opuści w 2026 roku.